# Sorpo
Sorpo är en ö i Finland.   Den ligger i kommunen Pargas i den ekonomiska regionen  Åboland  och landskapet Egentliga Finland, i den södra delen av landet, 150 km väster om huvudstaden Helsingfors. Arean är 4,6 kvadratkilometer.
Terrängen på Sorpo är platt. Den sträcker sig 3,8 kilometer i nord-sydlig riktning, och 2,2 kilometer i öst-västlig riktning.